# Паю, Андре
Андре Паю (эст. Andre Paju; 5 января 1995, Тарту) — эстонский футболист, полузащитник.

## Биография
Воспитанник тартуской футбольной школы «Олюмпия». В 2011 году перешёл в «Таммеку», где в первое время играл за резервные команды в юношеских соревнованиях и в первой лиге Эстонии. 14 июля 2012 года дебютировал в высшем дивизионе в матче против «Нымме Калью», заменив на 84-й минуте Рауно Тутка, эта игра осталась для него единственной в первом сезоне. С 2013 года стал регулярно выходить в стартовом составе «Таммеки». За десять сезонов сыграл 247 матчей и забил 19 голов за тартуский клуб в высшей лиге. «Таммека» в этот период не добивалась успехов в чемпионате, будучи середняком или аутсайдером. В Кубке Эстонии футболист со своим клубом стал финалистом в сезоне 2016/17, провёл все 90 минут в финальном матче против «ФКИ Таллинн» (0:2).
В сентябре 2021 года покинул «Таммеку» и некоторое время не выступал. С начала 2022 года играет в первой лиге за «Элву».
Выступал за юниорскую, молодёжную и олимпийскую сборные Эстонии. Участник Кубка Содружества 2015 и 2016 годов.

## Достижения
- Финалист Кубка Эстонии: 2016/17